# 梁宣 (明朝宦官)
梁宣（1484年—1547年）， 广西平乐府贺县开山乡人，弘治时的内官监太监。

## 生平
天顺七年（1463年），被选入宫廷。 不久，被选拔到内书馆学习，指派翰林学士教他经籍义理和书法。
成化十年（1474年），到御用监管理文书。
成化十四年（1478年），到宫坊任职。
成化二十三年（1487年），被任命为奉御。不久，晋升内官监右监丞。
弘治元年（1488年），转为内官监左监丞，负责内织染局事务。
弘治二年（1489年），晋升内官监右少监，又转为内官监左少监。
弘治四年（1491年），晋升为内官监太监，赏赐有蟒衣、玉带。之后，负责担任神机营事务。
弘治九年（1496年），因病去世，享年45岁。

## 亲属
- 梁广（义子）